# Overlord: el regne sagrat
Overlord: el regne sagrat (títol original en japonès, 劇場版「オーバーロード」聖王国編; transcrit com a Overlord Sei Oukoku-hen) és una pel·lícula d'anime de fantasia i d'acció del 2024. Es basa en la novel·la lleugera japonesa Overlord. Es va estrenar als cinemes del Japó el 20 de setembre de 2024, i a Corea del Sud el 14 de novembre del mateix any. Al 29 Manga Barcelona, Selecta Visión va anunciar el doblatge al català del film i que s'estrenaria el 10 de gener de 2025.
극장판 오버로드 성왕국편